# 高床建物

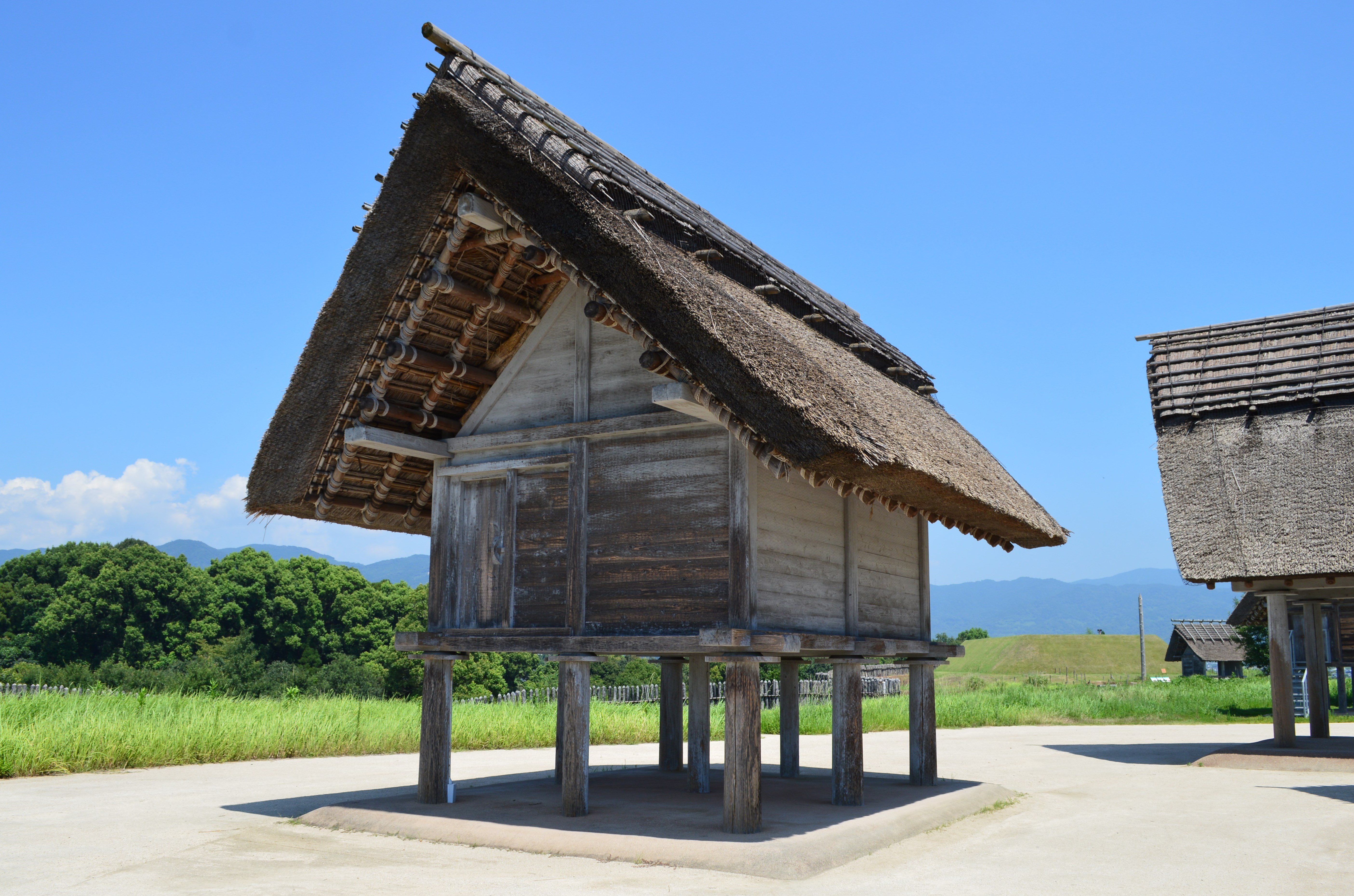
高床建物の1例である復元高床倉庫（佐賀県吉野ヶ里遺跡）。

高床建物（たかゆかたてもの）は、建築物の一様式で、床面が地表面より高い位置に造られ、床下を生活空間として利用可能な構造のものを指す。高床建築（たかゆかけんちく）ともいう。考古学では掘立柱建物の一種に分類され、遺跡から検出される高床住居や高床倉庫と呼ばれる遺構はこれに含まれる。なお床下を生活空間として利用出来ない程度に低く浮かせた床のものは「揚床（あげゆか）建物」と呼び区別される。

## 概要
高床建物は、地面に建て並べた掘立柱（束柱:つかばしら）の上に大引（おおびき）や根太（ねだ）と呼ばれる床受け用の横木を渡し、その上に板材を張ることで地表面から浮いた位置に床面を構築する建築様式である。日本の考古学界では、地面を掘りこんで地表面より低い位置に床面を設ける竪穴建物や、掘立柱建物の中でも地表面と同じか僅かに盛土した程度の高さを床面とする平地建物などと区別する用語として使われる。
一般的に古代日本の高床建築の遺構として、「高床倉庫」や「高床住居」が良く知られているが、高床建築には倉庫や住居以外にも、物見櫓や神殿などの存在が想定される。そのため、今日の考古学界では、高床建築の跡と考えられる柱穴列（ピット列）遺構に対する総合的な呼称として「高床建物」の語を用いている。
なお、「平地式住居」や「竪穴式住居」と呼ばれていたものが「平地建物（または平地住居）」や「竪穴建物（または竪穴住居）」と呼ばれるようになってきたのと同様に「式」を付けた呼び方（高床式建物）はあまり用いられなくなっている。
なお実際の発掘調査現場においては、掘立柱建物の遺構の多くは、柱の建てられていた痕跡（柱穴列）のみ検出されることがほとんどで、壁材や屋根材といった地表上の構造物（あるいはその残骸）が現存して検出される事は極めて稀であるが、柱穴（ピット）の深さ（根入れ）が地表上の柱の高さに応じて深くなる傾向が捉えられており、柱穴が相対的に深いものが高床建物（高床倉庫など）、浅いものが揚床または平地建物だったであろうと推定されている。
太平洋戦争以降の発掘調査史では、日本列島における高床建物は静岡市駿河区の登呂遺跡などで弥生時代の高床倉庫の発見列が知られていたが、より古い年代の縄文時代には存在しないと考えられていたため、1977年（昭和52年）に長野県諏訪郡原村の阿久遺跡（縄文前期）で高床建物の柱穴列が検出された際も「方形配列土坑群」と呼ばれ、暫く建物遺構とは認識されていなかった。しかし1988年（昭和63年）に富山県小矢部市の桜町遺跡で、縄文時代中期の遺物包含層から貫穴（ぬきあな:部材と部材を繋ぐための穴）を持つ柱材や壁材が出土したことで、縄文前期から高床建物が存在していたことが判明した。

## 形態

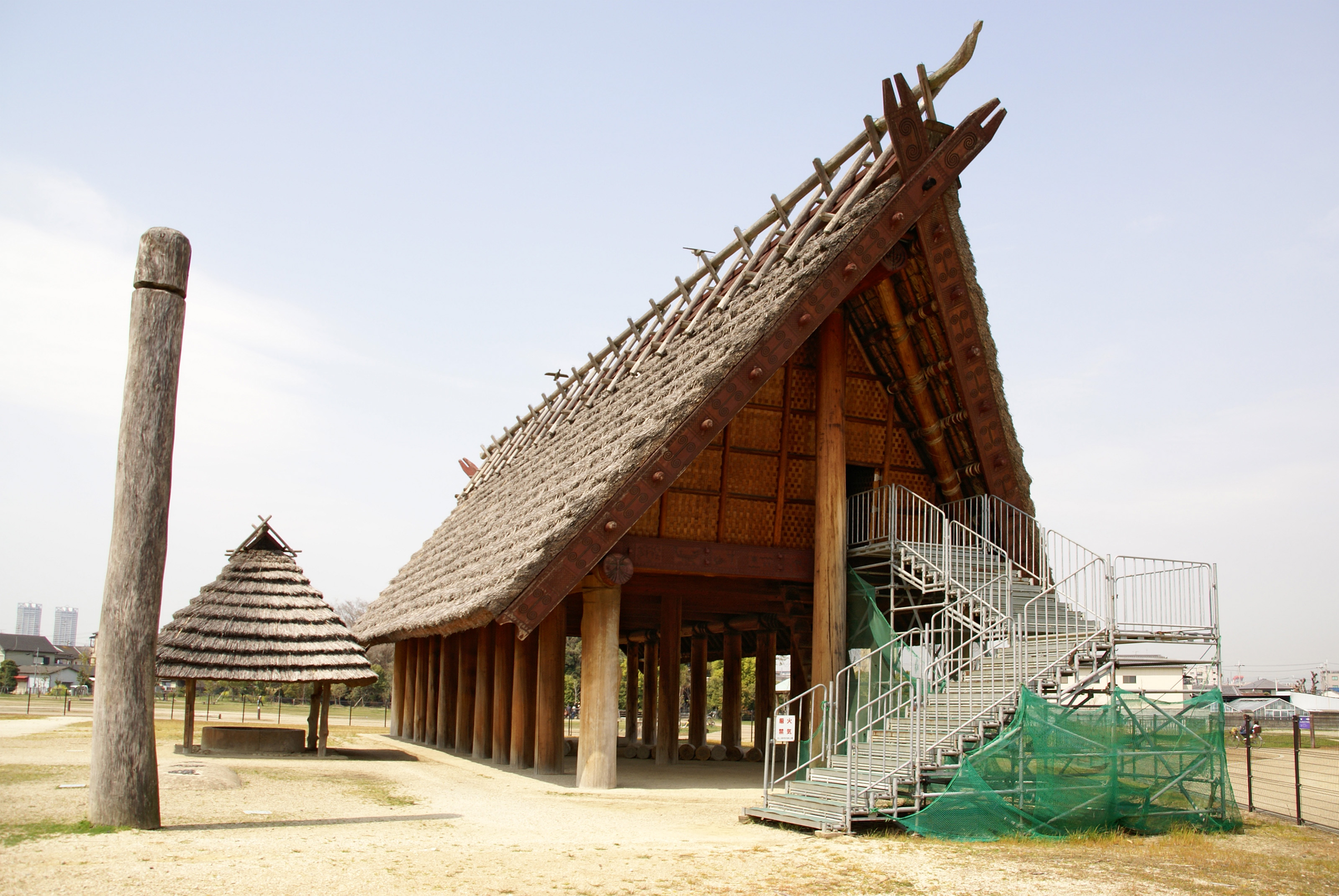
「屋根倉」形態で復元された大阪府池上・曽根遺跡の復元高床建物。

高床建物には、床面の上に壁を持つ形態のものと、床面の上に壁を持たず直接屋根（切妻屋根）が覆う「屋根倉（やねぐら）」と呼ばれる形態のものがあったと想定されているが、いわゆる高床倉庫は、静岡県の登呂遺跡・山木遺跡などの検出事例から前者の形態として復元されており、屋根倉形態のものは、大阪府和泉市と泉大津市にまたがる池上・曽根遺跡の大型掘立柱建物などに復元事例がある。